# Andrew McMenemy
Andrew McMenemy (ur. 7 sierpnia 1984 w Galashiels) – szkocki międzynarodowy sędzia rugby union. Sędziuje we Pro12, europejskich pucharach, a także w rozgrywkach reprezentacyjnych.
Uprawiał rugby w klubie Gala RFC, wcześnie zajął się jednak sędziowaniem. W lokalnych szkockich rozgrywkach prowadził mecze juniorskie, zaś wśród seniorów zarówno rozgrywki ligowe, jak i pucharowe, a także żeńskie. Na arenie międzynarodowej prowadził natomiast mecze European Challenge Cup i jego następcy ERCC2, a także inne spotkania, jak finał British and Irish Cup w sezonie 2010/2011. W 2008 roku został objęty centralnym szkoleniem Scottish Rugby Union, a w 2010 roku został zawodowym arbitrem.
Sędziował w dziewięciu turniejach w kilku sezonach IRB Sevens World Series, debiutując w Scotland Sevens 2008, a także w Igrzyskach Wspólnoty Narodów 2010.
Znajdował się w panelu arbitrów na Mistrzostwa Świata Juniorów w Rugby Union 2008, pięć lat później także jako sędzia główny. Doświadczenie zbierał także w żeńskich testmeczach, w tym w Pucharze Świata 2010. Na poziomie reprezentacyjnym w zawodach męskich zadebiutował meczem Gruzja–Rumunia w marcu 2009 roku rozegranym w ramach Pucharu Narodów Europy edycji 2008–2010 i w kolejnych latach również pojawiał się w tych zawodach. Prócz prowadzenia spotkań reprezentacyjnych był w nich również sędzią liniowym.
Przebieg kariery w raportach Szkockiego Związku Rugby.